# 甘棠江
甘棠江，上游又称东江河，位于中国广西壮族自治区桂林市灵川县境内，是漓江右岸支流，发源于灵川县西北端青狮潭镇（原九屋镇）半界村附近，向南流经杨柳界森林公园，进入青狮潭水库，于青狮潭镇治出库，之后东南流，经潭下镇和县城灵川镇，至三岔尾汇入漓江。干流长60千米，流域面积767.22平方千米。年均径流量8.3亿立方米。